# 가브리에우 레오니
가브리에우 레오니(포르투갈어: Gabriel Leone, 1993년 7월 21일 ~ )는 브라질의 배우이다.

## 참여 작품

### 영화
- 페라리 (영화)
- 와일드 로봇

### 텔레비전
- 말랴상
- 베르다데스 세크레타스
- 웅 루가르 아우 소우